# Portí
Portí (Porti) är en ort i Grekland.   Den ligger i prefekturen Nomós Kardhítsas och regionen Thessalien, i den centrala delen av landet, 240 km nordväst om huvudstaden Aten. Portí ligger 586 meter över havet och antalet invånare är 210.
Terrängen runt Portí är varierad. Runt Portí är det ganska glesbefolkat, med 43 invånare per kvadratkilometer. Närmaste större samhälle är Trikala, 19,0 km nordost om Portí. I omgivningarna runt Portí växer i huvudsak blandskog.